# Institut Ludwig pour la recherche sur le cancer
Pour les articles homonymes, voir Ludwig et LICR.
L'Institut Ludwig pour la recherche sur le cancer (Ludwig Institute for Cancer Research, LICR) est une organisation de recherche sans but lucratif engagée dans le domaine de la recherche sur le cancer.

## Description

### Implantations
L'institut compte 9 branches et laboratoires dispersés sur quatre continents, et cinq « centres Ludwig » :

#### Branches
- Bruxelles, branche intégrée à l'Institut de Duve l'UCLouvain Bruxelles Woluwe, campus de l'université catholique de Louvain (UCLouvain).
- Lausanne, branche intégrée à l'université de Lausanne (UNIL)[4],[5],[6].
- Oxford, branche intégrée au département de médecine clinique Nuffield de l'université d'Oxford.
- Stockholm, branche intégrée à l'Institut Karolinska.
- Uppsala, branche intégrée au centre biomédical de l'université d'Uppsala.
- San Diego, branche intégrée à l'université de Californie à San Diego.

#### Laboratoires
- Melbourne, laboratoire au sein de l'Institut Olivia Newton-John.
- New York, laboratoire au sein du Memorial Sloan Kettering Cancer Center.
- São Paulo, laboratoire au sein due l'Hôpital Sírio-Libanês.

#### Centres Ludwig
- Baltimore, centre à l'université Johns Hopkins.
- Boston, centres à la Harvard Medical School et au Massachusetts Institute of Technology.
- Chicago, centre à l'université de Chicago.
- Palo Alto, centre à l'université Stanford.